# Giresun

Giresun este un oraș din Turcia.